# Hybomitra altaica
Hybomitra altaica är en tvåvingeart som först beskrevs av Olsufjev 1936.  Hybomitra altaica ingår i släktet Hybomitra och familjen bromsar. Inga underarter finns listade i Catalogue of Life.